# OTI 1978
La VII edición del Gran Premio de la Canción Iberoamericana o el Festival de la OTI fue celebrada el 2 de diciembre de 1978 en el Teatro Municipal de Santiago en Chile. Sus presentadores fueron Raquel Argandoña y Raúl Matas, quien ya había presentado la primera edición en 1972, organizada en Madrid.

## Desarrollo

Logotipo del Festival de la OTI 1978

Originalmente, y de acuerdo con las reglas de entonces, el festival se debió haberse celebrado en Nicaragua por ser este país el vencedor de la edición de 1977, sin embargo, la guerrilla sandinista quien atacaba al régimen de Anastasio Somoza, hizo imposible la incluso de la participación nicaragüense en la edición de 1978.
Asimismo, Bolivia se negó a participar dado que había roto relaciones diplomáticas con Chile tras el golpe militar quien derrocó a Hugo Banzer en el país altiplánico. Y Portugal hizo lo propio, ausentándose del festival como repudio de su gobierno, de corte izquierdista, a la dictadura militar chilena. Esta transmisión fue una de las primeras oficialmente realizadas a color en el país anfitrión, tras un largo período experimental.
En el primer lugar fue para Brasil, con la canción El amor... cosa tan rara interpretada por Denisse de Kalafe, seguido por Estados Unidos con la canción Ha vuelto ya interpretada por Susy Lemán y en el tercer lugar fue para México, con la canción Como tú interpretada por Lupita D'Alessio. Se destaca que los tres primeros lugares siempre dominaron la competencia disputándose el puntero constantemente.
También llamó la atención la canción de Raúl Alarcón, más conocido como Florcita Motuda en representación de Chile, quien volvió a participar en 1981 y 1998, obteniendo el primer lugar en este último año; el tema chileno Pobrecito mortal, si quieres ver menos televisión, descubrirás qué aburrido estarás por la tarde es el récord del título más largo en la historia del certamen. Además, esa canción provocó polémica al ganar la preselección chilena contra las preferencias del público, y superó el tema La tregua de Óscar Andrade quien alcanzó gran popularidad en ese país y que fue eliminada en las rondas previas de la preselección.
En ese año también participaron el puertorriqueño Rafael José, quien alcanzó el primer lugar en 1980 representando a Puerto Rico; el paraguayo Rolando Percy, quien volvió al Festival de la OTI en 1990 y 1995; el Trío Huazteca, quien se presentó de nuevo en 1991; y el salvadoreño Álvaro Torres, quien tuvo fama en América Latina entre 1980 y 1990. Por su parte se presentó el cantautor español José María Purón, en cuya faceta de compositor en los años 1990 obtuvo dos primeros puestos (1992 y 1996) y un segundo (1994).
Como dato curioso, todos los temas participantes fueron interpretados en español.

## Participantes
| País                  | Título de la canción                                                                               | Título de la canción                                                                               |
| País                  | Artista                                                                                            | Idioma                                                                                             |
| --------------------- | -------------------------------------------------------------------------------------------------- | -------------------------------------------------------------------------------------------------- |
| Antillas Neerlandesas | «Cuando un amor se muere»                                                                          | «Cuando un amor se muere»                                                                          |
| Antillas Neerlandesas | Trío Huazteca                                                                                      | Español                                                                                            |
| Argentina             | «Dijeron que era un niño»                                                                          | «Dijeron que era un niño»                                                                          |
| Argentina             | Carlos Bazán                                                                                       | Español                                                                                            |
| Brasil                | «El amor, cosa tan rara»                                                                           | «El amor, cosa tan rara»                                                                           |
| Brasil                | Denisse de Kalafe                                                                                  | Español                                                                                            |
| Chile                 | «Pobrecito mortal, si quieres ver menos televisión, descubrirás qué aburrido estarás por la tarde» | «Pobrecito mortal, si quieres ver menos televisión, descubrirás qué aburrido estarás por la tarde» |
| Chile                 | Florcita Motuda                                                                                    | Español                                                                                            |
| Colombia              | «Joven»                                                                                            | «Joven»                                                                                            |
| Colombia              | Billy Pontoni                                                                                      | Español                                                                                            |
| Costa Rica            | «Nunca hacia atrás»                                                                                | «Nunca hacia atrás»                                                                                |
| Costa Rica            | Fernando Vargas                                                                                    | Español                                                                                            |
| Ecuador               | «Juan el infeliz»                                                                                  | «Juan el infeliz»                                                                                  |
| Ecuador               | Gracián                                                                                            | Español                                                                                            |
| El Salvador           | «Gracias»                                                                                          | «Gracias»                                                                                          |
| El Salvador           | Álvaro Torres                                                                                      | Español                                                                                            |
| España                | «Mi sitio»                                                                                         | «Mi sitio»                                                                                         |
| España                | José María Purón                                                                                   | Español                                                                                            |
| Estados Unidos        | «Ha vuelto ya»                                                                                     | «Ha vuelto ya»                                                                                     |
| Estados Unidos        | Susy Lemán                                                                                         | Español                                                                                            |
| Guatemala             | «El verbo amar»                                                                                    | «El verbo amar»                                                                                    |
| Guatemala             | Mildred y Manolo                                                                                   | Español                                                                                            |
| Honduras              | «Por esas pequeñas cosas»                                                                          | «Por esas pequeñas cosas»                                                                          |
| Honduras              | Domingo Trimarchi                                                                                  | Español                                                                                            |
| México                | «Como tú»                                                                                          | «Como tú»                                                                                          |
| México                | Lupita D'Alessio                                                                                   | Español                                                                                            |
| Panamá                | «Te cantaré, yo te amaré»                                                                          | «Te cantaré, yo te amaré»                                                                          |
| Panamá                | Roger Bares                                                                                        | Español                                                                                            |
| Paraguay              | «Cantando»                                                                                         | «Cantando»                                                                                         |
| Paraguay              | Rolando Percy                                                                                      | Español                                                                                            |
| Perú                  | «Mujer, mujer»                                                                                     | «Mujer, mujer»                                                                                     |
| Perú                  | Homero                                                                                             | Español                                                                                            |
| Puerto Rico           | «Háblame»                                                                                          | «Háblame»                                                                                          |
| Puerto Rico           | Rafael José                                                                                        | Español                                                                                            |
| República Dominicana  | «Blanca paloma»                                                                                    | «Blanca paloma»                                                                                    |
| República Dominicana  | Hilda Saldaña                                                                                      | Español                                                                                            |
| Uruguay               | «Canta guitarra, canta»                                                                            | «Canta guitarra, canta»                                                                            |
| Uruguay               | Horacio Paterno                                                                                    | Español                                                                                            |
| Venezuela             | «Con la suerte a mi favor»                                                                         | «Con la suerte a mi favor»                                                                         |
| Venezuela             | Nancy Ramos                                                                                        | Español                                                                                            |

## Resultados
| #                                         | País                  | Artista(s)        | Canción                                                                                          | Idioma     | Lugar | Puntos |
| ----------------------------------------- | --------------------- | ----------------- | ------------------------------------------------------------------------------------------------ | ---------- | ----- | ------ |
| 1                                         | Puerto Rico           | Rafael José       | Háblame                                                                                          | Castellano | 4     | 35     |
| 2                                         | Costa Rica            | Fernando Vargas   | Nunca hacia atrás                                                                                | Castellano | 13    | 3      |
| 3                                         | Chile                 | Florcita Motuda   | Pobrecito mortal, si quieres ver menos televisión, descubrirás qué aburrido estarás por la tarde | Castellano | 7     | 17     |
| 4                                         | España                | José María Purón  | Mi sitio                                                                                         | Castellano | 5     | 18     |
| 5                                         | Paraguay              | Rolando Percy     | Cantando                                                                                         | Castellano | 18    | 0      |
| 6                                         | Estados Unidos        | Susy Lemán        | Ha vuelto ya                                                                                     | Castellano | 2     | 46     |
| 7                                         | Antillas Neerlandesas | Trío Huazteca     | Cuando un amor se muere                                                                          | Castellano | 10    | 9      |
| 8                                         | Ecuador               | Gracián           | Juan el infeliz                                                                                  | Castellano | 18    | 0      |
| 9                                         | Perú                  | Homero            | Mujer, mujer                                                                                     | Castellano | 12    | 6      |
| 10                                        | El Salvador           | Álvaro Torres     | Gracias                                                                                          | Castellano | 16    | 1      |
| 11                                        | Brasil                | Denisse de Kalafe | El amor, cosa tan rara                                                                           | Castellano | 1     | 51     |
| 12                                        | Uruguay               | Horacio Paterno   | Canta guitarra, canta                                                                            | Castellano | 13    | 3      |
| 13                                        | México                | Lupita D'Alessio  | Como tú                                                                                          | Castellano | 3     | 44     |
| 14                                        | Venezuela             | Nancy Ramos       | Con la suerte a mi favor                                                                         | Castellano | 15    | 2      |
| 15                                        | Colombia              | Billy Pontoni     | Joven                                                                                            | Castellano | 16    | 1      |
| 16                                        | Honduras              | Domingo Trimarchi | Por esas pequeñas cosas                                                                          | Castellano | 8     | 12     |
| 17                                        | República Dominicana  | Hilda Saldaña     | Blanca paloma                                                                                    | Castellano | 8     | 12     |
| 18                                        | Argentina             | Carlos Bazán      | Dijeron que era un niño                                                                          | Castellano | 11    | 7      |
| 19                                        | Panamá                | Roger Bares       | Te cantaré, yo te amaré                                                                          | Castellano | 5     | 18     |
| Lugar: Teatro Municipal - Santiago, Chile |                       |                   |                                                                                                  |            |       |        |

## Votación por país
| Bandera de Puerto Rico                         | Bandera de Costa Rica | Bandera de Chile | Bandera de España | Bandera de Paraguay | Bandera de Estados Unidos | Bandera de Antillas Neerlandesas | Bandera de Ecuador | Bandera de Perú | Bandera de El Salvador | Bandera de Brasil | Bandera de Uruguay | Bandera de México | Bandera de Venezuela | Bandera de Colombia | Bandera de Honduras | Bandera de la República Dominicana | Bandera de Argentina | Bandera de Panamá | Total |   |    |
| Participantes                                  | Puerto Rico           |                  | 2                 |                     | 1                         |                                  |                    | 2               |                        | 3                 | 3                  |                   | 3                    | 4                   | 3                   | 4                                  | 1                    | 1                 | 4     | 4 | 35 |
| Participantes                                  | Costa Rica            |                  |                   |                     |                           |                                  |                    | 3               |                        |                   |                    |                   |                      |                     |                     |                                    |                      |                   |       |   | 3  |
| Participantes                                  | Chile                 | 2                |                   |                     |                           | 5                                |                    |                 |                        |                   |                    | 5                 | 1                    |                     |                     |                                    |                      | 4                 |       |   | 17 |
| Participantes                                  | España                |                  |                   | 4                   |                           | 3                                |                    |                 | 3                      |                   |                    |                   |                      | 3                   | 1                   | 2                                  | 2                    |                   |       |   | 18 |
| Participantes                                  | Paraguay              |                  |                   |                     |                           |                                  |                    |                 |                        |                   |                    |                   |                      |                     |                     |                                    |                      |                   |       |   | 0  |
| Participantes                                  | Estados Unidos        | 4                | 3                 | 2                   | 2                         |                                  |                    |                 | 1                      | 2                 |                    | 4                 | 4                    | 5                   | 5                   | 3                                  | 3                    | 3                 | 2     | 3 | 46 |
| Participantes                                  | Antillas Neerlandesas |                  |                   |                     |                           |                                  | 4                  |                 | 2                      | 1                 |                    |                   |                      |                     |                     |                                    |                      |                   |       | 2 | 9  |
| Participantes                                  | Ecuador               |                  |                   |                     |                           |                                  |                    |                 |                        |                   |                    |                   |                      |                     |                     |                                    |                      |                   |       |   | 0  |
| Participantes                                  | Perú                  |                  |                   |                     |                           |                                  | 3                  |                 |                        |                   |                    | 1                 |                      | 2                   |                     |                                    |                      |                   |       |   | 6  |
| Participantes                                  | El Salvador           |                  |                   |                     |                           |                                  |                    | 1               |                        |                   |                    |                   |                      |                     |                     |                                    |                      |                   |       |   | 1  |
| Participantes                                  | Brasil                | 5                | 4                 | 5                   | 5                         | 4                                |                    |                 | 5                      | 5                 | 5                  |                   |                      |                     | 2                   | 1                                  | 5                    | 5                 |       |   | 51 |
| Participantes                                  | Uruguay               |                  |                   |                     |                           | 1                                |                    |                 |                        |                   | 1                  |                   |                      | 1                   |                     |                                    |                      |                   |       |   | 3  |
| Participantes                                  | México                |                  | 1                 | 3                   |                           |                                  | 5                  |                 |                        | 4                 | 4                  | 2                 |                      |                     | 4                   | 5                                  | 4                    | 2                 | 5     | 5 | 44 |
| Participantes                                  | Venezuela             |                  |                   | 1                   |                           |                                  |                    |                 |                        |                   |                    |                   |                      |                     |                     |                                    |                      |                   | 1     |   | 2  |
| Participantes                                  | Colombia              |                  |                   |                     |                           |                                  |                    |                 |                        |                   |                    |                   |                      |                     |                     |                                    |                      |                   |       | 1 | 1  |
| Participantes                                  | Honduras              |                  |                   |                     | 4                         |                                  | 2                  |                 | 4                      |                   | 2                  |                   |                      |                     |                     |                                    |                      |                   |       |   | 12 |
| Participantes                                  | República Dominicana  | 3                |                   |                     |                           | 2                                |                    | 4               |                        |                   |                    |                   |                      |                     |                     |                                    |                      |                   | 3     |   | 12 |
| Participantes                                  | Argentina             |                  |                   |                     |                           |                                  |                    | 5               |                        |                   |                    |                   | 2                    |                     |                     |                                    |                      |                   |       |   | 7  |
| Participantes                                  | Panamá                | 1                | 5                 |                     | 3                         |                                  | 1                  |                 |                        |                   |                    | 3                 | 5                    |                     |                     |                                    |                      |                   |       |   | 18 |
| La tabla está ordenada por orden de aparición. |                       |                  |                   |                     |                           |                                  |                    |                 |                        |                   |                    |                   |                      |                     |                     |                                    |                      |                   |       |   |    |

### Máximas puntuaciones
Esto es tras la votación de los países que recibieron los 5 puntos. La máxima puntuación que fueron otorgadas por el jurado fueron:
| N.º | A              | De                                                                                     |
| --- | -------------- | -------------------------------------------------------------------------------------- |
| 8   | Brasil         | Puerto Rico, Chile, España, Ecuador, Perú, El Salvador, Honduras, República Dominicana |
| 4   | México         | Estados Unidos, Colombia, Argentina, Panamá                                            |
| 2   | Estados Unidos | México, Venezuela                                                                      |
| 2   | Chile          | Paraguay, Brasil                                                                       |
| 2   | Panamá         | Costa Rica, Uruguay                                                                    |
| 1   | Argentina      | Antillas Neerlandesas                                                                  |